# Rue Saint-Louis (Toulouse)
Pour les articles homonymes, voir Rue Saint-Louis.
La rue Saint-Louis est une voie de Toulouse, chef-lieu de la région Occitanie, dans le Midi de la France.

## Situation et accès

### Description
La rue Saint-Louis est une voie publique. Elle relie les quartiers de Bonnefoy et de Marengo-Jolimont.
La chaussée compte une voie de circulation automobile, en sens unique, de la rue Noémie-Dessalles vers la rue du Faubourg-Bonnefoy. Elle appartient à une zone 30 et la vitesse y est limitée à 30 km/h. Il n'existe ni bande, ni piste cyclable, quoiqu'elle soit à double-sens cyclable sur toute sa longueur.

### Voies rencontrées
La rue Saint-Louis rencontre les voies suivantes, dans l'ordre des numéros croissants (« g » indique que la rue se situe à gauche, « d » à droite) :
1. Rue du Faubourg-Bonnefoy
2. Rue de Périole
3. Rue Frédéric-Petit (g)
4. Rue Noémie-Dessalles

## Odonymie
Depuis 1882, la rue est nommée, sur la proposition de l'historien et généalogiste toulousain Alphonse Brémond, en hommage à Louis IX (1214-1270), roi de France. C'est sous son règne que fut négocié le traité de Meaux-Paris, imposé en 1229 au comte de Toulouse Raimond VII, mettant fin à la croisade des albigeois et préparant l'annexion progressive des possessions raimondines au domaine royal. Il fut canonisé en 1297.
Par ailleurs, à la même époque et dans le même quartier, une rue voisine (actuelle rue Louis-Massé) prenait le nom de Blanche de Castille (1188-1252), mère de Louis IX, une autre (actuelle rue du Docteur-Paul-Pujos) celui de Sainte-Isabelle, en l'honneur d'Isabelle de France (1225-1270), sœur de Louis IX.